# Absolmsia
Absolmsia – rodzaj roślin z rodziny toinowatych (Apocynaceae). Obejmuje 2 gatunki występujące w południowo-zachodnich Chinach i na Borneo.

## Systematyka
Pozycja systematyczna według APweb (aktualizowany system APG III z 2009)
Rodzaj z plemienia  Marsdenieae i podrodziny Asclepiadoideae w obrębie rodziny toinowatych (Apocynaceae).
Wykaz gatunków
- Absolmsia oligophylla Tsiang
- Absolmsia spartioides (Benth.) Kuntze